# Hörspielsprecher
Ein Hörspielsprecher ist ein Darsteller in einem Hörspiel. Bei einem Hörspiel wird mit verteilten Rollen gesprochen, genau wie im Theater oder Film, nur dass man es eben nicht sehen kann, sondern nur hören. Auch die entsprechenden Geräusche und die passende Musik werden vom Tonmeister hinzugefügt. Kommen einige Hörspiele ohne Erzähler aus (etwa Lady Bedfort, Monster 1983), so sind andere Titel mit einem eben solchen Erzähler versehen – wobei es sich um eine Figur innerhalb der Geschichte handeln kann (Philip Maloney, Hörspiel zum Disney-Film Der Glöckner von Notre Dame (1996), Kiddinx) oder um eine neutrale, nicht ins Geschehen involvierte Instanz (Sieben Siegel & The Sandman, Audible). Demgegenüber wird beim Hörbuch aus einem Buch vorgelesen – oft nur von einem einzigen Sprecher, aber es ist auch der Einsatz von mehreren Sprechern möglich. Meist wird diese Tätigkeit von ausgebildeten Schauspielern ausgeübt.

## Geschichte
Im US-amerikanischen Radio waren es ab den 1930er-Jahren zunehmend internationale Leinwandstars, die – als Nebenprodukte ihrer eigentlichen Arbeit – in Hörfunkproduktionen als Sprecher fungierten. Orson Welles (siehe zu ihm auch den Abschnitt „Hörspiel“ von Krieg der Welten), Vincent Price, Boris Karloff, Basil Rathbone und Peter Lorre sind nur einige der Kinogrößen, deren Stimmen auch durch Hörspiele bekannt wurden. Eine der beliebtesten amerikanischen Hörspielserien war Suspense.
Zu den bekanntesten deutschen Sprechern gehören u. a. Christian Brückner, Klaus Herm, Matthias Ponnier, Gert Haucke, Hans-Peter Hallwachs, Friedrich W. Bauschulte, Herbert Stass, Eduard Wandrey, Otto Sander, Kurt Lieck, Herbert Köfer, Gert Westphal, Hans Helmut Dickow, Ewald Wenck, Kurt Waitzmann, Hans Clarin, Edith Schollwer, Edith Hancke, Klaus Manchen, Gisela Trowe, Ilse Trautschold, Arno Wyzniewski, Heinz Schimmelpfennig, Hans Paetsch, Charles Regnier, Wolfgang Kieling, Katharina Brauren, Maria Becker, Horst Frank, Oliver Rohrbeck, Wolfgang Büttner, Jürgen Thormann, Walter Renneisen und Wolfgang Pampel. Die älteste deutsche Hörspielserie waren Die Hesselbachs (77 Folgen, 1949–1956, HR); der Titel änderte sich von Familie Hesselbach (47) über Prokurist a. D. Hesselbach (12) bis Hesselbach GmbH (18) mit den Protagonisten Wolf Schmidt und Lia Wöhr. Berühmtheit erlangte René Deltgen in der Rolle des Schriftstellers und Privatdetektivs Paul Temple, eine Rolle, die er in elf mehrteiligen Hörspielen (113 Folgen, NWDR/WDR) zwischen 1949 und 1966 sprach. Klaus Herm wurde insbesondere bekannt durch die drei sehr erfolgreichen Hörspielreihen (Pension Spreewitz  – 150 Folgen, 1957–1964, Damals war’s – Geschichten aus dem alten Berlin  – 426 Folgen, 1964–1987, und Professor van Dusen – 79 Folgen, 1978–1999) des RIAS Berlin, die alle später im Deutschlandfunk Kultur mehrfach wiederholt wurden. Großer Beliebtheit erfreute sich auch Kurt Waitzmann mit Es geschah in Berlin  (499 Folgen, 1951–1971, RIAS Berlin) und Gert Haucke mit Papa, Charly hat gesagt… (360 Folgen, 1972–1984, NDR bzw. ARD-Koproduktion). Diese Serie war so erfolgreich, dass noch eine gleichnamige Nachfolgeserie entstand (257 Folgen, 1989–1995, Saarländischer Rundfunk/Südwestfunk). Des Weiteren ist zu erwähnen Die Jagd nach dem Täter (126 Folgen, 1957–1964, NDR) und Schloß Wildauen (139 Folgen, 1985–1986, SWF). Die deutsche Rekord-Hörspielserie (678 Folgen, 1968–1983) war Neumann, zweimal klingeln, die in der ehemaligen DDR gern gehört wurde und ebenfalls im Deutschlandfunk Kultur wiederholt wurde – mit den bekannten Sprechern Herbert Köfer, Brigitte Krause, Helga Piur, Helga Göring u. a. Und auch die Nachfolgeserie Waldstraße Nummer 7 (241 Folgen, 1984–1989) wurde populär. Eine der letzten langlebigen Produktionen war Kastendiek & Bischoff (426 Folgen, 1999–2000, Radio Bremen). Auch das Schweizer Radio SRF 1 hat mit Schreckmümpfeli (628 Folgen: 1975–1989, 2002–laufend) eine langlebige Kurzhörspielserie (Gutenachtgeschichten) zu bieten. Nicht vernachlässigen sollte man auch die große Anzahl der erfolgreichen Kinderhörspiele. Hervorzuheben sind hier die langlebigen humorvollen Hörspielserien der 1960er-Jahre mit dem Schauspieler Rudi Stark und seinem Funkbericht aus Kasperlehausen, wo er selbst den Kasper sprach, oder Hans Clarin mit Meister Eder und sein Pumuckl (1962–1973). Als besonderes Genre sind noch die Puppentheater-Hörspiele zu nennen, die Fritz Genschow (auch er sprach den Kasper selbst) einmal im Monat innerhalb seiner wöchentlichen Sendung Onkel Tobias in den Jahren 1947–1972 im RIAS Berlin produzierte, oder die von der Augsburger Puppenkiste (1966–2017: 61 Geschichten) gestalteten Hörspiele mit breitem Themenspektrum.
Einige der langlebigen Hörspielserien wurden für das Fernsehen adaptiert, wobei die Schauspieler fast komplett ausgetauscht wurden. Bei den drei Familienserien wurde lediglich das „Familienoberhaupt“ mit demselben Schauspieler besetzt: Die Firma Hesselbach (mit Wolf Schmidt), Pension Spreewitz (mit Ewald Wenck) und Familie Neumann (mit Herbert Köfer). Bei Meister Eder und sein Pumuckl sprach nur Hans Clarin durchgehend den Pumuckl.

## Hörspielsprecher mit den meisten Hörspielen
(Stand: 23. März 2024)
Erläuterung zu Spalte 4 (Bemerkungen): Zuerst stehen die Hörspiele der öffentlich-rechtlichen Rundfunkanstalten Deutschlands in Normalschrift, danach stehen die Hörspiele der Reichs-Rundfunk-Gesellschaft mbH (RRG) und des Deutschlandsenders in Normalschrift, gefolgt von den Hörspielen der öffentlich-rechtlichen Rundfunkanstalten Österreichs (RWR und ORF) und der Schweiz (SRF) in Normalschrift. Koproduktionen werden nur beim federführenden Sender (das ist in den Hörspieldateien der erstgenannte Sender) gezählt, um Doppelerfassungen zu vermeiden. Am Schluss stehen die kommerziellen Hörspiele in Kursivschrift.
Anmerkung zu Spalte 4 (Bemerkungen): * geschätzte bzw. hochgerechnete Zahlen
|     | Name                                       | Anzahl | Bemerkungen |
| --- | ------------------------------------------ | ------ | --- |
| 1   | Matthias Ponnier                           | 1115   | 914 + 136 Schloß Wildauen (nach Karl May) + 47 Deutsche Herzen – Deutsche Helden (nach Karl May) + 6 Unternehmen Jocotobi + 2 Die Troll-Familie + 1 Lauras Stern + 1 Perry Rhodan + 1 Lilipuz + 1 Sindbad Ai + 1 Miesdripülz + 1 Die Dinos sind los + 1 Walt Disney + 1 Schneewittchen + 1 Schatten über Herrenstein + 1 Die neuen Fälle – Kommissar Beck ermittelt |
| 2   | Jens Wawrczeck                             | 897    | 519 + 29 Die Enden der Parabel + 7 ARD-Radio-Tatort + 4 ORF + 9 Die Tore der Welt + 10 Drei Mann in einem Boot + 12 Tom und Locke + 9 DiE DR3i + 227 Die drei ??? + 6 TKKG + 6 Fünf Freunde + 60 weitere |
| 3   | Christian Brückner                         | 862    | 786 + 4 Professor van Dusen + 10 Schloß Wildauen + 47 Deutsche Herzen – Deutsche Helden + 7 Mein Freund Winnetou + 2 Tarzan + 1 Dick Tracy + 1 Kimba – der weiße Löwe + 1 Die drei ??? + 1 Fünf Freunde + 1 Gruselserie + 1 Guitar-Leas Zeitreisen |
| 4   | Klaus Herm                                 | 846    | 467 + 1 Es geschah in Berlin + 150 Pension Spreewitz + 140 Damals war’s + 79 Professor van Dusen + 1 ARD-Radio-Tatort + 1 Magellan – zum ersten Mal um den Erdball (SRF) + 1 DiE DR3i + 1 Der Fall Charles Dexter Ward + 2 Sherlock Holmes – die neuen Fälle + 1 Elea Eluanda |
| 5   | Gert Haucke                                | 831    | 423 + 340 Papa, Charly hat gesagt... + 4 Das vierte Skalpell + 1 Kastendieck & Bischoff + 62 Zeus Weinsteins Abenteuer + 1 Der liebe Löwe Leo |
| 6   | Heinz Schimmelpfennig                      | 823    | 697 + 48 Paul Temple + 60 Kriminalrat Obermoos erzählt + 2 Kommissar Kadzand macht das schon... + 3 TKKG + 2 Die drei ??? + 3 Der Ölprinz + 2 Tarzan + 1 Club der Detektive + 5 weitere |
| 7   | Hans Paetsch                               | 764    | 307 + 1 Die Jagd nach dem Täter + 49 Hui Buh + 31 Gabriel Burns + 22 Flitze Feuerzahn + 19 Märchenbox + 16 Der kleine Vampir + 14 Asterix + 12 Mecki + 11 Die Hexe Schrumpeldei + 10 Lady Lockenlicht + 272 weitere |
|     | Walter Renneisen                           | 764    | 727 + 6 ARD-Radio-Tatort + 11 Sherlock Holmes + 2 SRF + 3 Geisterjäger John Sinclair + 5 Unternehmen Jocotobi + 4 pixi Hören + 1 Derrick + 1 Genfer Nebel + 1 Alarm in der Oper + 3 weitere |
| 9   | Jürgen Thormann                            | 765    | 445 + 9 Professor van Dusen + 1 Chroniken des Grauens + 1 Der Regenbogen + 1 Der Wasserkristall + 1 Das blaue Ypsilon + 1 Der Schatz im Silbersee + 306 weitere |
| 10  | Michael Thomas                             | 753    | 722 + 1 Paul Temple + 7 ORF + 15 SRF + 4 Paul Pepper + 1 Lilipuz + 1 Kommissar Rex + 1 Die neuen Fälle – Kommissar Beck ermittelt + 1 Captain Blitz und seine Freunde |
| 11  | Kurt Lieck                                 | 731    | 634 + 10 Winnetou + 83 Paul Temple + 3 So weit die Füße tragen + 1 SOS – Gefahr an Bord |
| 12  | Friedhelm Ptok                             | 723    | 635 + 2 ARD-Radio-Tatort + 6 Die Abenteuer des Odysseus + 2 Edgar Allan Poe + 8 Die Alchimistin + 16 Star Wars + 3 Perry Rhodan + 3 Geisterjäger John Sinclair + 2 Hui Buh neue Welt + 1 Unter Geiern + 43 weitere |
| 13  | Matthias Haase                             | 713    | 631 + 2 ARD-Radio-Tatort + 20 John Sinclair + 5 Midnight Tales + 4 Foster + 3 Mythos & Wahrheit + 3 Psycho-Cop + 2 Star Wars + 43 weitere |
| 14  | Felix von Manteuffel                       | 705    | 626 + 7 ARD-Radio-Tatort + 24 Das ABC des schönen Mordens + 17 SRF + 1 Minotaurus kehrt heim (ORF) + 30 |
| 15  | Peter Fricke                               | 679    | 628 + 4 ARD-Radio-Tatort + 12 Sauwaldprosa + 12 Die Ästhetik des Widerstands + 12 Das Tagebuch + 1 Der Bockerer (ORF) + 6 Pippi Langstrumpf + 2 Robin Hood + 1 Nachtzug nach Lissabon + 1 Pompeji |
| 16  | Siemen Rühaak                              | 665    | 454 + 210 Papa, Charly hat gesagt … + 1 ARD-Radio-Tatort |
| 17  | Udo Schenk                                 | 658    | 402 + 9 Die Säulen der Erde + 17 Faith van Helsing + 15 Geisterjäger John Sinclair + 10 Offenbarung 23 + 6 Dreamland-Grusel + 5 Die drei ??? + 4 Sherlock Holmes + 3 Fünf Freunde + 3 Elea Eluanda + 2 Alfred J. Kwak + 182 weitere |
| 18  | Josef Meinertzhagen                        | 648    | 628 + 2 Paul Temple + 12 Schloß Wildauen (nach Karl May) + 1 Old Shatterhand greift ein: Der Fluch des Goldes + 3 Janosch + 1 Pünktchen und Anton + 1 Die Tigerente empfiehlt |
| 19  | Peter Groeger                              | 611    | 314 + 1 Kinderlandverschickung (ORF) + 68 Wendy + 64 Sherlock Holmes + 34 Sherlock Holmes – die neuen Fälle + 18 Elea Eluanda + 8 Geisterschocker + 7 Edgar Allan Poe + 5 Meister des Schreckens + 92 weitere |
| 20  | Herbert Köfer                              | 609    | 101 + 507* Neumann, zweimal klingeln + 1 Alfons Zitterbacke |
| 21  | Hans Helmut Dickow                         | 578    | 529 + 6 Paul Temple + 38 SRF + 2 ORF + 2 Der Frauenarzt von Bischofsbrück + 1 Club der Detektive |
| 22  | Hans-Peter Hallwachs                       | 574    | 564 + 3 Professor van Dusen + 15 ARD-Radio-Tatort + 8 Prof. Sigmund Freud + 3 ORF + 1 243 Tage (SRF) + 1 Hui Buh + 1 Drachenreiter + 1 Die Alchimistin + 1 Nachtmahr + 1 Edgar Allan Poe + 1 Die Macht der Gewohnheit |
| 23  | Alf Marholm                                | 568    | 543 + 11 Paul Temple + 3 So weit die Füße tragen + 9 Die Säulen der Erde + 1 Kommissar Kadzand macht das schon… + 1 Das Halstuch + 1 Wachtmeister Studer |
| 24  | Helmut Krauss                              | 554    | 196 + 7 Professor von Dusen + 3 SRF + 51 Offenbarung 23 + 38 Lady Bedfort + 20 Die drei ??? + 5 Fix und Foxi + 234 weitere |
| 25  | Ernst Jacobi                               | 552    | 534 + 1 Pension Spreewitz + 9 Die Säulen der Erde + 6 SRF + 1 Rheinsalm (ORF) + 1 Hedda Gabler (ORF) |
| 26  | Alwin Joachim Meyer (1925–1999)            | 542    | 523 + 17 Paul Temple + 2 Alf – Gute Nacht |
| 27  | Ewald Wenck                                | 537    | 18 + 1 Es geschah in Berlin + 150 Pension Spreewitz + 368 Damals war‘s |
| 28  | Alexander Malachovsky                      | 531    | 492 + 4 Paul Temple + 5 Der letzte Detektiv + 2 Meister Eder und sein Pumuckl + 9 Pumuckl + 2 Das muss man mal gehört haben! + 1 J. M. Simmel + 2 Perry Clifton + 1 Der kleine Muck + 5 Fix und Foxi + 8 weitere |
| 29  | Andreas von der Meden                      | 527    | 88 + 1 Die Jagd nach dem Täter + 159 Die drei ??? + 53 Fünf Freunde + 226 weitere |
| 30  | Herbert Steinmetz                          | 524    | 486 + 5 Paul Temple + 29 Die Jagd nach dem Täter + 1 Rätsel um… + 1 Kurier des Zaren + 1 Wolfsblut |
| 31  | Wolfgang Condrus                           | 522    | 409 + 10 Damals war‘s + 18 Professor van Dusen + 2 Nickel und Herr Siemon hinter der Wand + 8 Mandara + 4 Die drei ??? + 5 NYPDead – Medical Report + 5 Top Secret + 61 weitere |
| 32  | Brigitte Krause                            | 514    | 43 + 390* Neumann, zweimal klingeln + 81 Waldstraße Nummer 7 |
| 33  | Kurt Waitzmann                             | 509    | 9 + 499 Es geschah in Berlin + 1 Oliver Twist |
| 34  | Alois Garg                                 | 507    | 460 + 47 Deutsche Herzen – Deutsche Helden (nach Karl May) |
| 35  | Helmut Peine                               | 502    | 455 + 42 Die Jagd nach dem Täter + 1 Emil und die Detektive + 2 Opa‘s Märchenstunde + Zeitschiff Unicorn + 1 Die Ermittlung |
| 36  | Hans Mahnke                                | 501    | 408 + 3 SRF |
| 37  | Horst Bollmann                             | 496    | 491 + 5 Professor van Dusen |
| 38  | Friedrich W. Bauschulte                    | 489    | 379 + 21 Paul Temple + 79 Professor van Dusen + 3 Benjamin Blümchen + 2 Bibi Blocksberg + 5 Spuk auf Blackstone Castle |
| 39  | Martin Seifert                             | 488    | 470 + 4 Waldstraße Nummer 7 + 4 Bibi und Tina + 1 Der Zauberer von Oz + 1 Der Kampf um Troja + 1 Bora der Braune + 1 Traumpferdreiten + 1 Schneeweißchen und Rosenrot + 1 Brüderchen und Schwesterchen + 4 weitere |
| 40  | Hans Clarin                                | 485    | 217 + 105 Meister Eder und sein Pumuckl + 1 Die Prinzessin von Chimay (ORF) + 78 Pumuckl + 29 Asterix + 22 Hui Buh + 6 Mandara + 2 Old Surehand + 2 TKKG + 2 E. Wallace + 2 Meisterdetektiv Neunmalklug + 19 weitere |
| 41  | Heinz Schacht                              | 479    | 471 + 3 Paul Temple + 5 ORF |
| 42  | Christian Rode                             | 470    | 106 + 10 Damals war‘s + 5 Professor van Dusen + 13 Schloß Wildauen + 1 Dunderklumpen + 24 Die letzten Helden + 1 Winnetou – eine neue Welt + 310 weitere |
| 43  | Wolfgang Büttner                           | 462    | 451 + 1 Im Auftrag Gottes (SRF) + 2 Fix und Foxi + 3 Momo + 1 Jim Knopf + 1 Doctor Snuggles + 1 Perry Clifton + 1 Die Box + 1 Die Abenteuer des starken Wanja |
|     | Ursula Langrock                            | 462    | 454 + 5 Paul Temple + 1 Die Biene Maja + 2 Tarzan |
| 45  | Ludwig Thiesen                             | 461    | 430 + 6 Paul Temple + 1 In der Bibliothek (SRF) + 1 Auf dem Scherbenberg (SRF) + 3 Der Ölprinz + 5 Tarzan + 5 Perry Clifton + 1 Pilatus und Herodes + 2 Schweinchen Dick + 2 Meisterdetektiv Balduin Pfaff + 5 weitere |
| 46  | Paul Hoffmann                              | 459    | 338 + 114 ORF + 7 SRF |
| 47  | Gerd Baltus                                | 458    | 414 + 1 Hanne (SRF) + 43 |
| 48  | Kurt Haars                                 | 457    | |
| 49  | Hans Teuscher                              | 455    | 405 + 1 Neumann, zweimal klingeln + 1 Waldstraße Nummer 7 + 5 Professor van Dusen + 1 Die Schlacht in der Mapimi + 42 weitere |
| 50  | Friedrich von Bülow                        | 454    | 431 + 11 Kommissar Kadzand macht das schon... + 1 Ein Gespräch im Hause Stein über den abwesenden Herrn von Goethe + 1 Halbblut + 2 Tarzan + 2 Perry Clifton + 6 weitere |
| 51  | Christian Redl                             | 451    | 400 + 9 Die Säulen der Erde + 1 Am Schwimmbecken sitzen mit Blondinen (SRF) + 1 Der letzte Tag eines Verurteilten (SRF) + 1 Drei Mal Leben (SRF) + 1 Pedro und der Hauptmann (SRF) + 1 Wovon wir reden, wenn wir von Liebe reden (SRF) + 37 |
| 52  | Peter Lieck                                | 450    | 442 + 6 Cherry Merry Muffin + 1 Lösegeld für einen Hund + 1 Dony |
| 53  | Lutz Mackensy                              | 447    | 73 + 137 Fünf Freunde + 237 weitere |
| 54  | Dieter Eppler                              | 443    | 422 + 8 Tarzan + 4 Club der Detektive + 2 Schweinchen Dick + 2 Edgar Wallace + 1 Die neuen Fälle – Kommissar Beck ermittelt + 1 Dr. Mabuse + 1 Meisterd. Balduin Pfiff + 1 Paul Pepper + 1 Der Mann mit dem roten Zylinder |
| 55  | Tobias Lelle                               | 441    | 288 + 76 Hier Familie Hansen + 22 Der Judenbengel + 6 Sherlock Holmes + 49 weitere |
| 55  | Oliver Rohrbeck                            | 440    | 58 + 8 Damals war‘s + 209 Die drei ??? + 21 Fünf Freunde + 1 Immer dieser Michel + 143 weitere |
| 57  | Heinz Klevenow                             | 434    | 422 + 4 Paul Temple + 8 Die Jagd nach dem Täter + 1 Der kleine Lord |
| 58  | Helga Piur                                 | 433    | 99 + 332* Neumann, zweimal klingeln + 1 Waldstraße Nummer 7 + 1 Das hässliche junge Entlein |
|     | Manfred Steffen                            | 433    | 358 + 21 Die Jagd nach dem Täter + 54 |
| 60  | Manfred Georg Hermann (1930 – nach 1999)   | 431    | 416 + 1 Paul Temple + 7 Tarzan + 2 Perry Clifton + 1 Hände hoch oder ich lache + 1 Club der Detektive + 1 Der Mann mit dem roten Zylinder + Arthur, der Western-Detektiv + 1 Wefga I |
| 61  | Klaus Manchen                              | 429    | 418 + 10 Neumann, zweimal klingeln + 1 Waldstraße Nummer 7 |
| 62  | Wolfgang Reinsch (1926–1998)               | 428    | 362 + 15 Schloß Wildauen (nach Karl May) + 22 Der Judenbengel + 4 Der blaurote Methusalem + 1 Magellan – zum ersten Mal um den Erdball (SRF) + 1 Winnetou IV + 3 Der Ölprinz + 1 Halbblut + 1 Old Shatterhand rettet Firwood-Camp + 6 Tarzan + 14 weitere |
| 63  | Peter Schiff                               | 425    | 136 + 1 Es geschah in Berlin + 139 Damals war‘s + 3 Professor van Dusen + 1 Nickel und Herr Siemon hinter der Wand + 22 Der Judenbengel + 1 Pole Poppenspäler + 122 weitere |
|     | Ilse Trautschold                           | 425    | 36 + 150 Pension Spreewitz + 238 Damals war‘s + 1 Straßenmann (RRG 1930) |
| 65  | Gisela Fritsch (-Pukaß)                    | 424    | 55 + 111 Damals war‘s + 1 Professor van Dusen + 3 Nickel und Herr Siemon hinter der Wand + 88 Benjamin Blümchen + 53 Bibi Blocksberg + 3 Bibi und Tina + 19 Duck Tales + 11 Mimi Rutherfurt ermittelt... + 15 Jack Slaughter + 6 Gruselkabinett + 5 Sherlock Holmes + 54 weitere |
| 66  | Günter Schoß                               | 421    | 271 + 3 Professor van Dusen + 38 Benjamin Blümchen + 55 Bibi Blocksberg + 51 Bibi und Tina + 1 Die Schlacht in der Mapimi + 1 Die Vatikan Verschwörung + 1 Derrick |
| 67  | Gert Westphal                              | 419    | 312 + 60 ORF + 35 SFR + 6 Dickie Dick Dickens (SRF) + 5 Der Frauenarzt von Bischofsbrück + 1 Ein Gespräch im Hause Stein über den abwesenden Herrn von Goethe |
| 68  | Santiago Ziesmer                           | 414    | 58 + 12 Damals war‘s + 1 So fern vom Leben (SRF) + 93 Lady Bedfort + 24 Die letzten Helden + 1 Die Pyramide des Sonnengottes + 1 Das Märchen vom falschen Prinzen + 224 weitere |
| 69  | Frank Barufski                             | 409    | 391 + 18 Paul Temple |
| 70  | Walter Richter                             | 407    | 387 + 2 So weit die Füße tragen + 11 SRF + 7 ORF |
| 71  | Herbert Fleischmann                        | 404    | 383 + 3 SRF + 1 Die Abenteuer des starken Wanja + 2 Die verschworenen Freunde + 9 Tommy und seine Freunde + 3 Bunte Märchenwelt + 1 Prinz Arco + 1 Die neuen Fälle – Kommissar Beck ermittelt + 1 Die Schatzinsel |
| 72  | Detlef Bierstedt                           | 403    | 65 + 10 Damals war‘s + 2 Professor van Dusen + 1 Nickel und Herr Siemon hinter der Wand + 4 Chroniken des Grauens + 321 weitere |
| 73  | Edgar Bessen                               | 402    | 196 + 1 ARD-Radio-Tatort + 142 TKKG + 9 Larry Brent + 5 Pitje Puck + 4 Aristocats + 4 Time Cruisers + 3 Flitze Feuerzahn + 4 Masters of the Universe + 3 Sherlock Homes + 3 Pater Brown + 3 Knight Rider + 25 weitere |
|     | Heinz Stoewer (1914 – um 1980)             | 402    | 325 + 7 Familie Hesselbach + 3 Prokurist a. D. Hesselbach + 10 Hesselbach GmbH + 55 Kriminalrat Obermoos erzählt + 2 Jim Knopf |
| 75  | Walter Gontermann                          | 397    | 362 + 17 Geisterjäger John Sinclair + 10 Geister-Schocker + 3 Sherlock Holmes & Co. + 2 Perry Rhodan + 1 Morland + 1 Lösegeld für einen Hund + 1 Unternehmen Erdnussbutter |
|     | Georgia Lind                               | 397    | 1 + 396* Es geschah in Berlin |
| 77  | Robert Seibert (um 1920 – um 1990)         | 396    | 313 + 53 Kriminalrat Obermoos erzählt + 30 Geisterjäger John Sinclair |
| 78  | Douglas Welbat                             | 395    | 71 + 2 Chronik des Grauens + 322 |
| 79  | Katharina Brauren                          | 394    | 302 + 22 Wendy + 70 weitere |
| 80  | Wolfgang Forester                          | 393    | 378 + 9 SFR + 6 Dickie Dick Dickens (SRF) |
| 81  | Andreas Fröhlich                           | 391    | 77 + 12 Tom und Locke + 209 Die drei ??? + 93 weitere |
| 82  | Fritz Straßner                             | 389    | 359 + 14 Paul Temple + 7 Urmel + 6 Meister Eder und sein Pumuckl + 2 Janosch + 1 Mäusesheriff |
| 83  | Horst Michael Neutze                       | 388    | 367 + 1 Die Jagd nach dem Täter + 6 Brave Starr + 2 Barbie + 2 Professor Mobilux + 2 TKKG + 2 Holle Honig + 1 Airwolf + 1 Regina Regenbogen + 1 Masters of the Universe + 3 weitere |
| 84  | Sascha Draeger                             | 387    | 133 + 12 Tom und Locke + 21 Scotland Yard + 221 TKKG |
| 85  | Ursula Hinrichs                            | 385    | 230 + 122 Kastendiek & Bischoff + 32 Düsse Petersens + 1 Tintenfisch & Rolli |
| 86  | Joachim Nottke                             | 384    | 205 + 179 |
| 87  | Jürgen Kluckert                            | 383    | 110 + 70 Neumann, zweimal klingeln + 52 Benjamin Blümchen + 48 Wendy + 35 Gabriel Burns + 29 Lady Bedfort + 15 Vidan – Schrei nach Leben + 8 Dragonbound + 5 Dallas + 4 Wickie und die starken Männer + 4 Perry Rhodan + 3 Point Whitmark + 32 weitere |
| 88  | Gisela Trowe                               | 383    | 256 + 2 Paul Temple + 9 Die Säulen der Erde + 1 ORF + 1 SRF + 1 Old Surehand 2 + 20 Masters of the Universe + 9 Asterix + 7 Goldagengården + 6 Lady Lockenlicht + 6 TKKG + 66 weitere |
| 89  | Josef Dahmen                               | 381    | 345 + 14 Die Jagd nach dem Täter + 1 Alle Reichtümer der Welt (ORF) + 7 Karl May + 4 Rübezahl + 3 Betthuperl + 2 Die drei ??? + 1 TKKG + 1 Fünf Freunde + 1 Die Märchentruhe + 1 Die Insel der Abenteuer + 1 Edgar Wallace |
| 90  | Christoph Engel                            | 376    | 343 + 31 Waldstraße Nummer 7 + 1 Die Erfindung des Verderbens + 1 Der Teufel mit den drei goldenen Haaren |
| 91  | Gerd Wameling                              | 375    | 367 + 3 Professor van Dusen + 4 ORF + 1 Sherlock & Watson |
| 92  | Hermann Wagner                             | 374    | 81 + 200* Es geschah in Berlin + 1 Pension Spreewitz + 10 Damals war’s + 2 Nickel und Herr Siemon hinter der Wand + 74 Benjamin Blümchen + 2 Bibi Blocksberg + 6 weitere |
| 93  | Marianne (Karakandas-) Rogée               | 371    | 359 + 2 ARD-Radio-Tatort + 6 Geisterjäger John Sinclair + 1 Sinclair Classics + 2 Gespenster-Krimi + 1 Psyco-Cop |
| 94  | Günther Sauer                              | 368    | 308 + 56 ORF + 1 Mein Freund Winnetou + 1 Dick Tracy + 1 Ewoks + 1 Die neuen Fälle – Kommissar Beck ermittelt |
| 95  | Herbert Weißbach                           | 366    | 239 + 2 Pension Spreewitz + 121 Damals war‘s + 10 Professor van Dusen + 1 Eine Kindheit in Warschau + 1 Lucky Luke + 2 Tarzan |
| 96  | Cathlen Gawlich                            | 365    | 279 + 29 Hui Buh + 9 Gruselkabinett + 6 Anne + 4 Bibi Blocksberg + 4 Geisterjäger John Sinclair + 3 Hedda Hex + 31 weitere |
|     | Walter Schultheiß                          | 365    | |
| 98  | Marianne Kehlau                            | 363    | 137 + 6 Paul Temple + 19 Hanni und Nanni + 15 Die drei ??? + 12 She-Ra – Princess of Power + 7 TKKG + 7 Fünf Freunde + 6 Geheimhund Bello Bond + 4 Lego Piraten + 4 Piraten der Meere + 114 weitere |
|     | Hermann Lause                              | 363    | 362 + 1 Der Magier |
| 100 | Robert Rathke                              | 362    | 334 + 1 Magellan – zum ersten Mal um den Erdball (SRF) + 1 Ein Gespräch im Hause Stein über den abwesenden Herrn von Goethe + 2 Club der Detektive + 3 Der Ölprinz + 5 Tarzan + 16 weitere |
|     | Otto Sander                                | 362    | 357 + 3 Professor van Dusen + 1 Humanitatis Causa (ORF) + 1 Mercier und Camier (SRF) |
| 102 | Helmut Woestmann                           | 361    | 300 + 4 Der blaurote Methusalem + 1 Magellan – zum ersten Mal um den Erdball (SFR) + 18 Per Anhalter durchs All + 12 Der Tunnel + 3 Club der Detektive + 3 Der Ölprinz + 5 Tarzan + 15 weitere |
| 103 | Edgar Ott                                  | 359    | 98 + 3 Es geschah in Berlin + 138 Damals war‘s + 6 Professor van Dusen + 80 Benjamin Blümchen + 10 Dinosaurs + 4 Alfred J. Kwak + 3 Balduin, der Gepäckträger mit der goldenen 1 + 2 Arielle, die Meerjungfrau + 15 weitere |
| 104 | Horst Mendroch                             | 355    | 344 + 11 SRF |
| 105 | Rosemarie Fendel                           | 354    | 333 + 15 Paul Temple + 5 ORF + 1 Die Konferenz der Tiere |
| 106 | Werner Rundshagen                          | 353    | 343 + 3 Paul Temple + 6 Die Jagd nach dem Täter + 1 Buddenbrooks |
| 107 | Kornelia Boje                              | 352    | 324 + 3 Winnetou + 3 Sherlock & Watson + 3 Das Mal + 3 Die unendliche Geschichte + 2 Hercules + 2 Darkside Park + 1 Die jungen Detektive + 1 Hyde Away + 1 Gregs Tagebuch + 1 Gordon Black + 1 Vidan + 6 weitere |
|     | Gustl Halenke                              | 352    | 346 + 5 ORF + 1 Ein Gespräch im Hause Stein über den abwesenden Herrn von Goethe |
|     | Andreas Szerda (* 1950)                    | 352    | 346 + 2 Tarzan + 1 Alarm Terra + 2 Kommissar Roth + 1 Drei Freunde und der Hostmi |
| 110 | Helmut Müller-Lankow                       | 351    | 327 + 4 Waldstraße Nummer 7 + 1 Bibi und Tina + 2 Benjamin Blümchen + 1 Die Schlacht in der Mapimi + 1 Alice im Wunderland + 1 König Drosselbart + 1 Fortunas Glückssäckel + 1 Das Katzenhaus + 12 weitere |
| 111 | Werner Wölbern                             | 350    | 343 + 5 Ulysses + 1 Ein Sommer, damals (ORF) + 1 Das Leben des Vernon Subutex (SRF) |
| 112 | Wolfgang Wahl                              | 349    | 336 + 5 Paul Temple + 8 So weit die Füße tragen |
| 113 | Hans Goguel                                | 347    | 319 + 9 Schloß Wildauen (nach Karl May) + 4 Kommissar Kadzand macht das schon... + 2 Der blaurote Methusalem + 1 Ja, ja, die Schwarzarbeiter (RRG 1934) + 1 Old Shatterhand rettet Firwood-Camp (Winnetou IV) + 1 Halbblut (Der Schwarze Mustang/Halbbluts Ende) + 1 In den Schluchten des Balkan + 1 Lederstrumpf + 1 Der rote Korsar + 1 Der Graf von Monte Christo + 1 Der Pirat der Königin – Sir Francis Drake + 1 Pilatus und Herodes + 1 Judas + 1 Kaiphas + 1 Geboren ist der Herr der Welt + 1 Die Stadtparkkinder auf der Spur neuer Geheimnisse |
|     | Heiner Schmidt                             | 347    | 327 + 1 Cascando (ORF) + 6 SRF + 3 Club der Detektive + 5 Perry Clifton + 2 Fury + 1 Der Tee der drei alten Damen + 1 Das Gesetz der Straße – Philip Marlowe & Co. ermitteln + 1 weiteres |
| 115 | Wolf-Dietrich Sprenger                     | 346    | 345 + 1 Geisterjäger John Sinclair |
| 116 | Edith Heerdegen                            | 344    | 343 + 1 Tee um vier (SRF) |
|     | Wolfgang Höper                             | 344    | 343 + 1 Der Frauenarzt von Bischofsbrück |
| 118 | Wolfgang Rüter                             | 343    | 302 + 4 ARD-Radio-Tatort + 10 Mandala + 27 weitere |
| 119 | Bernhard Schütz                            | 342    | |
| 120 | Horst Sachtleben                           | 340    | 305 + 12 Dickie Dick Dickens (SRF) + 1 Geh nicht nach El Kuwehd (SRF) + 1 Schönes Weekend, Mr. Bennett (ORF) + 4 Mein Freund Winnetou + 7 Fix und Foxi + 10 weitere |
| 121 | Kurt Ebbinghaus                            | 338    | 336 + 1 Lok 1414 + 1 Rin Tin Tin |
| 122 | Gerd Ehlers                                | 336    | 318 + 10 Neumann, zweimal klingeln + 8 Waldstraße Nummer 7 |
| 123 | Heinz Meier                                | 335    | 319 + 11 Kommissar Kadzand macht das schon... + 1 ARD-Radio-Tatort + 1 Raskolnikoff (Schuld und Sühne) (ORF) + 1 Kommissar Beck – Die neuen Fälle |
| 124 | Uwe Friedrichsen                           | 334    | 289 + 9 Die Jagd nach dem Täter + 12 Perry Rhodan + 4 Karl May + 4 Die Schule fliegt ins Pfefferland + 4 Mädchen sind Klasse! + 2 Die drei ??? + 2 Masters of the Universe + 8 weitere |
|     | Roland Hemmo                               | 334    | 104 + 135 Waldstraße Nummer 7 + 10 Gemeindeschwester Erika + 1 243 Tage (SRF) + 84 |
|     | Karin Schröder                             | 334    | 313 + 20 Waldstraße Nummer 7 + 1 Tarzan |
|     | Thomas Thieme                              | 334    | 317 + 2 ARD-Radio-Tatort + 7 ORF + 1 Leonce und Lena (SRF) + 7 Geisterjäger John Sinclair |
| 128 | Sylvester Groth                            | 331    | 313 + 2 Der Tod in Venedig + 7 ORF + 4 Midnight Tales + 1 Fünf Freunde + 1 Die drei !!! + 1 Insel-Krimi + 1 Edgar Allan Poe + 1 Im Zeichen des abnehmenden Lichts |
| 129 | Rudolf Fenner                              | 330    | 228 + 33 Die Jagd nach dem Täter + 10 Karl May + 3 Märchenbox + 2 Geheimnis um … + 1 Oliver Twist + 1 Die Schatzinsel + 1 Pippi Langstrumpf + 51 weitere |
|     | Wilfried Herbst                            | 330    | 32 + 119 Damals war‘s + 5 Nickel und Herr Siemon hinter der Wand + 94 Benjamin Blümchen + 1 Dunderklumpen + 79 weitere |
| 131 | Ingeborg Wellmann                          | 329    | 39 + 1 Es geschah in Berlin + 2 Pension Spreewitz + 204 Damals war‘s + 6 Familie Feuerstein + 2 Bibi Blocksberg + 5 Benjamin Blümchen + 1 Dunderklumpen + 1 Hexenküche + 68 Wendy |
| 132 | Irmgard Först                              | 328    | 316 + 11 Paul Temple + 1 Versuchtes Verschwinden (SRF) |
|     | Klaus Miedel                               | 328    | 250 + 22 Damals war‘s + 9 Professor van Dusen + 3 Benjamin Blümchen + 4 Bibi Blocksberg + 16 Jan Tenner + 24 weitere kommerzielle Hörspiele |
| 134 | Ulrich Voß                                 | 326    | 312 + 1 Neumann, zweimal klingeln + 2 Waldstraße Nummer 7 + 6 Point Whitmark + 1 Die Biene Maja + 1 Gabriel Burns + 1 Sherlock Holmes + 1 Benjamin Blümchen + 1 Unten am Fluss |
|     | Wolfgang Draeger                           | 326    | 127 + 2 Es geschah in Berlin + 1 Dunderklumpen + 40 TKKG + 156 weitere |
| 136 | Heinz Giese                                | 325    | 112 + 12 Damals war‘s + 13 Professor van Dusen + 2 Nickel und Herr Siemon hinter der Wand + 71 Benjamin Blümchen + 65 Bibi Blocksberg + 46 Jan Tenner + 2 Die kleinen Detektive + 1 Jim Salabim + 1 Walt Disney |
|     | Walter Jokisch                             | 325    | 323 + 1 Paul Temple + 1 Doctor Snuggles |
|     | Astrid Meyerfeldt                          | 325    | 321+ 2 ARD-Radio-Tatort + 1 Du nennst es Kunst – ich nenn es zu viel Zeit (SRF) + 1 Hänsel und Gretel |
| 139 | Reinhold Bernt                             | 321    | 176 + 140 Damals war‘s + 4 Das vierte Skalpell + 1 Zille Martha (RRG 1938) |
|     | Susanna Bonasewicz                         | 321    | 19 + 10 Damals war‘s + 4 Professor van Dusen + 133 Bibi Blocksberg + 99 Bibi und Tina + 56 weitere |
|     | Kerstin Draeger                            | 321    | 4 + 33 Hanni und Nanni + 25 Barbie + 259 weitere |
| 142 | Rolf Schult                                | 320    | 301 + 1 Professor van Dusen + 1 Ich wurde geboren in Deutschland 1934 (SRF) + 10 Raumschiff Enterprise + 2 Janosch + 1 Kimba – der weiße Löwe + 1 James Bond + 1 Märchen + 1 Ach lieber Schneemann + 1 Antek Pistole |
| 143 | Dietmar Mues                               | 318    | 276 + 9 Die Säulen der Erde + 13 Tom und Jerry + 4 Die Märchenbox + 4 Professor Mobilux + 2 Die drei ??? + 2 Janosch + 1 TKKG + 1 Fünf Freunde + 1 Geheimhund B.Bond + 1 Hexe Lilli + 3 Kästner + 1 Drei kleine Freunde |
|     | Erika Rumsfeld                             | 318    | 306 + 12 Kastendiek & Bischoff |
| 145 | Peter Kaempfe                              | 314    | 236 + 29 Kastendiek & Bischoff + 23 Düsse Petersens + 13 TKKG Junior + 1 TKKG + 3 Otfried Preußler + 4 Der kleine Rabe Socke + 1 Die Reisemaus + 1 Dorian Hunter + 1 Die drei ??? + 1 Fünf Freunde + 1 Stachel-Charlie |
| 146 | Herbert Bötticher                          | 312    | 162 + 150 Wumme |
|     | Edda Loges                                 | 312    | 69 + 10 Schipper-Kids + 233 Kastendiek & Bischoff |
| 148 | Hans Quest                                 | 311    | 301 + 4 RWR + 1 Die Sündflut (ORF) + 3 Momo + 1 Das muss man mal gehört haben! + 1 Buddenbrooks |
|     | Heino Stichweh (* um 1955)                 | 311    | 97 + 214 Kastendiek & Bischoff |
| 150 | Curt Condé († nach 1973)                   | 310    | 306 + 4 Die Jagd nach dem Täter |
| 151 | Ottokar Runze                              | 309    | 9 + 300* Es geschah in Berlin |
|     | Jochen Schenck                             | 309    | |
| 153 | Konstantin Graudus                         | 308    | 231 + 5 ARD-Radio-Tatort + 3 Die drei ??? + 4 Die drei !!! + 6 Die Schule der magischen Tiere + 3 TKKG + 7 Fünf Freunde + 3 Geisterjäger John Sinclair + 5 Thomas und seine Freunde + 8 Dorian Hunter + 26 weitere |
|     | Jürg Löw                                   | 308    | 227 + 81 |
| 155 | Herbert A. E. Böhme                        | 307    | 230 + 9 Paul Temple + 32 Die Jagd nach dem Täter + 1 Eine Seele für Julia (SRF) + 7 Karl May + 2 Heidi + 2 Der kleine Häwelmann + 1 Das Wirtshaus im Spessart + 1 Die drei Musketiere + 22 weitere |
|     | Traugott Buhre                             | 307    | 302 + 1 In Schwebe (ORF) + 1 Die neuen Fälle – Kommissar Beck ermittelt + 1 Morland + 1 Derrick + 1 Die Schlümpfe |
| 157 | Siegfried Wischniewski                     | 306    | 296 + 7 Paul Temple + 1 Silbermond und Kupfermünze (SRF) + 2 Schreckmümpfeli (SRF) |
| 158 | Kaspar Brüninghaus                         | 305    | 283 + 8 Paul Temple + 13 Es geschah in... + 1 Spiel um Job (ORF) |
|     | Wilhelm Pilgram                            | 305    | |
| 160 | Wolfgang Kaven                             | 302    | 127 + 1 Kastendiek & Bischoff + 106 TKKG + 11 Bob, der Baumeister + 9 Die drei ??? + 9 Fünf Freunde + 7 Gänsehaut + 1 Mein haarigstes Abenteuer + 1 Hexenküche + 30 weitere |
|     | Rainer Schmitt                             | 302    | 53 + 32 Larry Brent + 22 Wendy + 11 Teenage Mutant Hero Turtles + 8 TKKG + 7 Fünf Freunde + 6 Holle Honig + 6 Die drei??? + 157 weitere |
| 162 | Bruno Fritz                                | 301    | 77 + 2 Es geschah in Berlin + 211 Damals war‘s + 10 RRG + 1 Hinter den Spiegeln (ORF) |
| 163 | Manu Lubowski                              | 300    | 2 + 231 TKKG + 20 Alf + 8 Beverly Hills + 6 Computer Force + 4 Marcos abenteuerliche Reise + 5 Fünf Freunde + 3 Die drei ??? + 3 Tiger-Team + 2 Peter Pan + 2 Pinocchio + 2 Heidi + 14 weitere |
|     | Lutz Riedel                                | 300    | 13 + 1 Professor van Dusen (Lebende Bilder – Toter Mann) + 46 Jan Tenner + 13 Die letzten Helden + 227 weitere |
|     | Erwin Scherschel                           | 300    | 156 + 47 Deutsche Herzen – Deutsche Helden (nach Karl May) + 97 Geisterjäger John Sinclair |
| 166 | Wolfram Koch                               | 299    | 296 + 1 A. ist eine andere (SRF) + 1 Die Verbrennungen der Angst (SRF) + 1 Mister Durchschnitt (SRF) |
|     | Max Mairich                                | 299    | 279 + 13 ORF + 1 Die Abenteuer des starken Wanja + 2 Bei uns in Schilda + 1 Jim Knopf + 1 Doppelte Ferien sind am schönsten + 1 Krach auf der Rollmops-Insel + 1 Der kleine Wassermann |
| 168 | Edith Hancke                               | 298    | 55 + 149 Pension Spreewitz + 66 Damals war‘s + 1 Professor van Dusen + 2 Die drei ??? + 2 Das doppelte Lottchen + 1 Emil und die drei Zwillinge + 2 Calimero + 10 Dinosaurs – Die Dinos + 10 Käpt‘n Blaubär Geschichten |
| 169 | Erik S. Klein                              | 297    | 286 + 4 Neumann, zweimal klingeln + 1 Die kluge Bauerntochter + 1 Der gestiefelte Kater + 1 Nasreddin Buchara + 1 Die kleine Seejungfrau + 1 Der Flaschenteufel + 1 Die Schustersfrau als Zarin + 1 Wanja, der Bär und der Fisch |
| 170 | Jürgen Goslar                              | 295    | 275 + 20 Paul Temple |
| 171 | Helga Göring                               | 294    | 33 + 261* Neumann, zweimal klingeln + 1 Waldstraße Nummer 7 |
| 172 | Hans Canienberg                            | 293    | 283 + 7 ORF + 3 SRF |
|     | Peter René Körner                          | 293    | 226 + 67 Paul Temple |
|     | Benno Sterzenbach                          | 293    | 246 + 31 ORF + 1 Im Auftrag Gottes (SRF) + 15 |
| 175 | Günter König                               | 292    | 118 + 15 Larry Brent + 50 TKKG + 109 weitere |
| 176 | Lina Carstens                              | 288    | 285 + 1 Der Hirt mit dem Karren (ORF) + 1 Der zerbrochene Krug (SRF) + 1 König Johann (SRF) + 1 Meister Eder und sein Pumuckl |
|     | Heinz Rabe                                 | 288    | 138 + 38 Damals war‘s + 8 Professor van Dusen + 4 Nickel und Herr Siemon hinter der Wand + 1 Balduin Bommel oder der Butzenbacher Biedermeierbund + 3 Im Lande des Mahdi + 96 weitere |
| 178 | Joachim Kerzel                             | 287    | 64 + 18 Damals war‘s + 1 Nickel und Herr Siemon hinter der Wand + 62 Geisterjäger John Sinclair + 21 Star Wars + 6 Die Abenteuer des Odysseus + 3 Im Lande des Mahdi + 112 weitere |
| 179 | Donata Höffer                              | 286    | 273 + 4 Die Märchenparade + 3 Gruselserie + 3 Larry Brent + 2 Der Frauenarzt von Bischofsbrück + 1 Keine Hoffnung für die Baronesse? |
|     | Eckart Dux                                 | 286    | 35 + 1 Kommissar Kadzand macht das schon... + 30 Flitze Feuerzahn + 12 Gruselkabinett + 8 Die drei ??? + 200 weitere |
|     | Hartwig Sievers                            | 286    | 279 + 7 Die Jagd nach dem Täter |
| 182 | Dieter Mann                                | 285    | |
| 183 | Regina Lemnitz                             | 284    | 132 + 2 Professor van Dusen + 9 ORF + 1 Die Verbrennungen der Angst (SRF) + 1 Ich wurde geboren in Deutschland 1934 (SRF) + 139 |
| 184 | Karl-Heinz Kreienbaum                      | 283    | 281 + 2 Die Jagd nach dem Täter |
|     | Gerrit Schmidt-Voß                         | 283    | 32 + 40 Point Whitmark + 6 Offenbarung 23 + 73 Die Playmos + 8 Die letzten Helden + 124 weitere |
| 186 | Michael Harck                              | 282    | 16 + 4 Fix und Foxi + 262 weitere |
| 187 | Peter Fitz                                 | 281    | 259 + 1 Professor van Dusen (van Dusens erster Fall) + 1 Mercier und Camier (SRF) + 1 Sela (SRF) + 1 Vom Aufzeichnen der Träume (SRF) + 17 Sherlock Holmes + 1 Der Brennende Schatten |
| 188 | Jens Harzer                                | 280    | 239 + 10 Ulysses + 29 Die Enden der Parabel + 2 ORF |
|     | Ernst Konrarek                             | 280    | 276 + 2 ARD-Radio-Tatort + 2 ORF |
| 190 | Gerd Holtenau                              | 279    | 77 + 1 Pension Spreewitz + 110 Damals war‘s + 4 Professor van Dusen + 4 Nickel und Herr Siemon hinter der Wand + 16 Benjamin Blümchen + 7 Bibi Blocksberg + 11 Jan Tenner + 49 weitere |
|     | Jürgen Holtz                               | 279    | 277 + 1 100 Fragen an Heiner Müller – Eine Séance (SRF) + 1 Die Verbrennungen der Angst (SRF) |
| 192 | Edith Schollwer                            | 277    | 41 + 150 Pension Spreewitz + 84 Damals war‘s + 2 Lok 1414 |
| 193 | Rolf Becker                                | 276    | 249 + 1 Magellan – zum ersten Mal um den Erdball (SRF) + 1 Supermänner (SRF) + 1 Versailles, mon amour (SRF) + 24 |
|     | Richard Münch                              | 276    | 190 + 1 Des Teufels General (SRF) + 4 weitere SRF + 2 Don Carlos (ORF) + 1 Hauskauf (ORF) + 1 Der kleine Lord + weitere 77 |
| 195 | David Nathan                               | 275    | 6 + 17 I, will + 13 Gruselkabinett + 41 Offenbarung 23 + 29 Faith of Helsing + 16 Mark Brandis + 16 Jack Slaughter + 137 weitere |
|     | Friedrich Schoenfelder                     | 275    | 172 + 2 Professor van Dusen + 1 Im Auftrag Gottes (SRF) + 8 Schreckmümpfeli (SRF) + 41 Offenbarung 23 + 3 Darkside Park + 2 TKKG + 2 Vampira + 2 Alfred A. Kwak + 2 Walt Disney + 40 weitere |
| 197 | Wilhelm Kürten                             | 274    | 271 + 3 Die Jagd nach dem Täter |
| 198 | Andreas E. Beuermann                       | 270    | 1 + 161 Die drei ??? + 108 weitere |
|     | Berth Wesselmann (* 8. September 1950)     | 270    | 204 + 22 Der Judenbengel + 34 Per Anhalter durchs All + 2 Raymond Chandler + 6 ORF + 2 Drei Freunde und der Hostmi |
| 200 | Rolf Boysen                                | 269    | 242 + 26 ORF + 1 Robinson Crusoe |
|     | Martin Engler                              | 269    | 267 + 1 Die Perspektive des Gärtners + 1 Sherlock & Watson – Neues aus der Baker Street |
|     | Joseph Offenbach                           | 269    | 248 + 7 Die Jagd nach dem Täter + 1 Spiel um Job (ORF) + 1 In der Sache J. Robert Oppenheimer (SRF) + 6 Winnetou + 4 Unter Geiern + 1 Der Schut + 1 Der Schatz im Silbersee + 2 Opa‘s Märchenstunde + 1 Warum die Regenfrau den Sommer verschlief |
| 203 | Joachim Kaps                               | 268    | 202 + 3 Neumann, zweimal klingeln + 29 Waldstraße Nummer 7 + 3 Point Whitmark + 5 Die Playmos + 3 Sherlock Holmes – die neuen Fälle + 2 Ulf & Zwulf + 21 weitere |
|     | Bum Krüger                                 | 268    | 264 + 2 Tommy und seine Freunde + 2 Bunte Märchenwelt |
| 205 | Hanns Bernhardt                            | 267    | 263 + 1 Schach dem Computer (ORF) + 1 Die Gerechten (SRF) + 1 Gaunerkomödie + 1 Durchs wilde Kurdistan |
|     | Karl Bockx (um 1900 – nach 1970)           | 267    | 266 + 1 Im Auftrag Gottes (SRF) |
| 207 | Evamaria Bath                              | 264    | 131 + *128 Neumann, zweimal klingeln + 1 TKKG + 1 Geisterjäger John Sinclair + 2 Dorian Hunter + 1 Alfons Zitterbacke |
|     | Nina Danzeisen (* um 1965)                 | 264    | 216 + 6 Große Erwartungen + 22 Geisterjäger John Sinclair + 20 weitere |
|     | Edgar Hoppe                                | 264    | 232 + 32 |
|     | Walter Laugwitz (1925–2009)                | 264    | 189 + 27 Schloß Wildauen + 22 Der Judenbengel + 14 Augsburger Puppenkiste +1 Club der Detektive + 2 Schweinchen Dick + 1 Perry Clifton + 1 Hände hoch oder ich lache + 2 Tarzan + 2 Tom Knall und die Libelle + 1 Der Mann mit dem roten Zylinder + 1 Arthur, der Western-Detektiv + 1 Meisterdetektiv Balduin Pfiff |
|     | Klaus Spürkel                              | 264    | 224 + 16 Schloß Wildauen (nach Karl May) + 22 Der Judenbengel + 1 ARD-Radio-Tatort + 1 Hunkeler und die goldene Hand (SRF) |
| 212 | Heidi Vogel (-Reinsch) (* 1942)            | 263    | 179 + 77 Hier Familie Hansen + 2 Kommissar Kadzand macht das schon… + 1 Der Club der Detektive + 1 Der Frauenarzt von Bischofsbrück + 1 Hände hoch oder ich lache + In den Schluchten des Balkan + 1 Tim Knall und die Libelle |
| 213 | Dieter Wien                                | 262    | 253 + 2 Neumann, zweimal klingeln + 7 Waldstraße Nummer 7 + 1 Huckleberry Finn |
| 214 | Dagmar Altrichter                          | 260    | 250 + 1 Die Jagd nach dem Täter + 3 Familie Feuerstein + 3 Gruselkabinett + 2 Sherlock Holmes + 1 Stargate |
|     | Ingo Hülsmann                              | 260    | 252 + 5 ARD-Radio-Tatort + 3 Sherlock & Watson |
|     | Walter Lendrich                            | 260    | 184 + 65 Neumann, zweimal klingeln + 1 Die Schatzinsel + 1 Der gierige Kaufmann + 1 Ein Körnchen Wahrheit + 1 Die Hälfte vom Lohn + 1 Von einem, der auszog, das Fürchten zu lernen + 1 Mascha und der Bär + 1 Der Herr und sein Knecht + 1 Die Geschichte vom Mäuseken Wackelohr + 1 Die Ballade vom Lederstrumpf + 1 Tom Sawyers großes Abenteuer + 1 Das tapfere Schneiderlein |
| 217 | Volkmar Kleinert                           | 258    | 194 + 60 Waldstraße Nummer 7 + 1 Professor van Dusen + 1 Die Schlacht in der Mapimi + 1 Die Katze, die immer ihre eigenen Wege ging + 1 Der Teufel mit den drei goldenen Haaren |
|     | Ulrich Matthes                             | 258    | 253 + 1 Phädra (SRF) + 1 Die Verstümmelten (SRF) + 1 Der Mensch erscheint im Holozän (SRF) + 1 Jan Tenner + 1 Die Abenteuer des Odysseus |
| 219 | Ulrich Noethen                             | 256    | 248 + 1 Drinnen, bei mir, bin ich sehr traurig. Joseph Roth (ORF) + 1 TKKG + 1 Bibi Blocksberg + 1 Sams + 1 Zorro + 1 Henri 4. + 1 Morland + 1 Erntedank |
|     | Karl-Michael Vogler                        | 256    | 197 + 54 ORF + 5 TKKG |
| 221 | Dieter Borsche                             | 255    | 247 + 1 Die Jagd nach dem Täter + 2 ORF + 2 SRF + 1 Der Henker von London + 1 Scotland Yard jagt Dr. Mabuse + 1 Das Halstuch |
|     | Hedi Kriegeskotte                          | 255    | 241 + 2 Düsses Petersens + 2 ARD-Radio-Tatort + 4 Fünf Freunde + 2 Hanni und Nanni + 1 TKKG + 1 Die drei ??? + 1 Horror-Haus + 1 Von Opfern und Tätern |
|     | Peter Lühr                                 | 255    | 230 + 7 Per Anhalter ins All + 6 Große Erwartungen + 8 ORF + 1 Strahlende Sonne der Ungerechtigkeit (SRF) + 2 Sherlock Holmes + 1 Geister-Schocker |
| 224 | Rudi Stark                                 | 255    | 8 + 3 Es geschah in Berlin + 196* Funkbericht aus Kasperlehausen + 2 Pension Spreewitz + 46 Damals war’s |
| 225 | Konrad Halver                              | 254    | Das Fass Amantillado + 35 Karl May + 218 weitere |
|     | Margarete Salbach                          | 254    | 249 + 2 Raymond Chandler + 1 Club der Detektive + 1 Schweinchen Dick + 1 Perry Clifton |
| 227 | Sascha Maria Icks                          | 253    | |
|     | Wolfgang Völz                              | 253    | 48 + 1 Nickel und Herr Siemon hinter der Wand + 5 Schreckmümpfeli (SRF) + 27 Asterix + 20 Airwolf + 15 Käpt‘n Blaubär + 12 Captain Future + 10 Opa Dracula + 6 Die Mumins + 109 weitere |
| 229 | Karin Buchali (* um 1940)                  | 252    | 239 + 12 Baumausstatter – Hubert Fichtensteins astreine Geschichten + 1 Professor Mobilux |
|     | Jannik Endemann                            | 252    | 6 + 108 Fünf Freunde + 1 Chroniken des Grauens + 12 Käpt‘n Blaubär + 10 Animorphs + 9 Hexe Lilli + 8 H2O – plötzlich Meerjungfrau + 7 TKKG + 6 Die drei!!! + 85 weitere |
|     | Peter Reusse                               | 252    | 245 + 2 Waldstraße Nummer 7 + 1 Brüderchen und Schwesterchen + 1 Burattino + 1 König Drosselbart + 1 Der gestiefelte Kater + 1 Die Schildbürger |
|     | Christian Stark                            | 252    | 6 + 29 Scotland Yard + 18 Der kleine Vampir + 17 Reiterholf Dreililien + 17 Perry Rhodan + 9 Arborex und der Geheimbund Kim + 7 Mecki und seine Freunde + 6 Computer Kids + 5 Sherlock Holmes + 138 weitere |
| 233 | Christine Ostermayer                       | 251    | 73 + 150 Wumme + 28 ORF |
|     | Herbert Stass                              | 251    | 239 + 10 Damals war‘s + 1 Die Island-Saga vom weisen Njál + 1 Susi und Strolch |
| 235 | Hille Darjes                               | 250    | 214 + 27 Kastendiek & Bischoff + 7 SRF + 1 Blutschrift + 1 Die gelbe Tasche |
|     | Manfred Zapatka                            | 250    | 204 + 25 Ilias + 12 Ulysses + 5 ARD-Radio-Tatort + 2 Wallander + 2 Das Wolkenvolk |
| 237 | Hilmar Eichhorn                            | 248    | 197 + 35 ARD-Radio-Tatort + 15 Thälmannstraße 89 + 1 Die kleine Schnecke Monika Häuschen |
| 238 | Wolfgang Reichmann                         | 247    | 198 + 4 Große Erwartungen + 28 SRF + 12 Dickie Dick Dickens (SRF) + 5 ORF + 2 Bunte Märchenwelt |
| 239 | Ernst Sladeck (1889–1974)                  | 244    | 243 + 1 Balduin Bommel oder der Butzenbacher Biedermeierbund |
|     | Sabine Postel                              | 244    | 238 + 1 Der liebe Teufel + 1 Komm nach Iglau, Krokodil + 3 Stachel-Charlie + 1 Birne kann alles |
| 241 | Michael Rotschopf                          | 242    | 237 + 5 ORF |
| 242 | Arno Wyzniewski                            | 241    | 237 + 4 Waldstraße Nummer 7 |
| 243 | Henny Schneider-Wenzel (um 1920 – um 1993) | 240    | 133 + 76 Hier Familie Hansen + 1 Kommissar Kadzand macht das schon...+ 12 Schloß Wildauen + 15 Johannes + 1 Schatten über Herrenstein + 1 Ferien in Florida (SRF) + 1 Die Biene Maja + 1 Meisterdetektiv Balduin Pfiff |
| 244 | Brigitte Dryander                          | 239    | 181 + 58 Damenkrimis von Lester Powell |
|     | Uta Hallant                                | 239    | 237 + 1 Professor van Dusen + 1 Goldfinger |
| 246 | Margit Bendokat                            | 238    | 231 + 1 Alice im Wunderland + 1 Die Katze, die immer nur ihre eigenen Wege ging + 1 Das Katzenhaus + 1 Die goldene Gans + 1 Traumpferdreiten + 1 Die Geschichte vom Mäuseken Wackelohr + 1 Die Geschichte von der gebesserten Ratte |
|     | Alwin Michael Rueffer                      | 238    | 230 + 7 Paule Temple + 1 Buddenbrooks |
| 248 | Ulrike Bliefert                            | 237    | |
|     | Paul Dättel (1905–1968)                    | 237    | 234 + 1 Balduin Bommel oder der Butzenbacher Biedermeierbund + 1 Die Physiker (SRF) + 1 In der Sache J. Robert Oppenheimer (SRF) |
|     | August Diehl                               | 237    | 68 + 89 Pumuckl + 78 Pumuckl + 2 Lok 1414 |
|     | Hilde Sicks                                | 237    | |
| 252 | René Deltgen                               | 236    | 125 + 105 Paul Temple + 1 Radium (1937) + 1 Das tote Herz (RRG 1938) + 1 Das utopische Urteil (ORF) + 1 Muscheltag (ORF) + 1 Gaslicht (SRF) + 1 La Boutique (SRF) |
|     | Matthias Fuchs                             | 236    | 173 + 50 Die drei ??? + 4 TKKG + 2 Lurchis Abenteuer + 2 Wolfsmehl + 1 Hexe Lilli + 1 Ein Fall für Tiger-Team + 1 Detektivgeschichten + 1 Die neuen Fälle – Kommissar Beck ermittelt + 1 AnnaBelle |
|     | Hannelore Hoger                            | 236    | 230 + 1 Henri 4. + 1 Die jungen Detektive + 1 Blutschrift + 1 Derrick + 1 Commissario Brunetti + 1 Edgar Allan Poe |
|     | Dietrich Körner                            | 236    | 224 + 1 Professor van Dusen + 1 Die Schatzinsel + 10 weitere |
| 256 | Gernot Endemann                            | 235    | 55 + 180 |
|     | Peter Pasetti                              | 235    | 101 + 12 Gestatten, mein Name ist Cox + 4 Heißen Dank für kaltes Büffet + 68 Die drei ??? + 37 Masters of the Universe + 13 weitere |
| 258 | Gudrun Genest                              | 234    | 164 + 67 Damals war‘s + 3 |
|     | Stefan Wigger                              | 234    | |
|     | Hans Korte                                 | 233    | 228 + 2 Bei uns in Schilda + 1 Walt Disney + 1 Judas + 1 Die Ausrottung der Nachbarschaft |
| 261 | Peter Matić                                | 233    | 149 + 8 Professor van Dusen + 52 ORF + 4 SRF + 8 Geisterjäger John Sinclair + 6 Detektei Sonderberg & Co. + 3 Pad Panda + 2 Dorian Hunter + 1 Schindlers Liste + 1 Winterprinzessin + 1 Tod und Teufel + 1 Feivel |
|     | Klaus Nägelen                              | 233    | 156 + 2 Professor van Dusen + 1 Ich wurde geboren in Deutschland 1934 (SRF) + 46 Jan Tenner + 28 weitere |
| 263 | Manfred Heidmann                           | 232    | 223 + 9 Paul Temple |
|     | Hermann Lenschau                           | 232    | 214 + 10 Die Jagd nach dem Täter + 1 Verzell du das em Fährimaa (SRF) + 1 Till Eulenspiegel + 1 Die Bremer Stadtmusikanten + 1 Der Hase und der Swinigel + 1 Hänsel und Gretel + 1 Der gestiefelte Kater + 1 Kalif Storch + 1 Der Zwerg Nase |
|     | Fritz Leo Liertz                           | 232    | 221 + 11 Paul Temple |
|     | Andreas Mannkopff                          | 232    | 111 + 1 Professor van Dusen + 18 Alfred J. Kwak + 13 Gruselkabinett + 11 Mandara + 8 Lucky Luke + 8 Die Nibelungen + 7 Detektei Sonderberg & Co. + 3 Tabaluga + 3 Sherlock Holmes + 3 Patrik Pacard + 2 Jack Holborn + 2 Die letzten Helden + 2 Anne + 40 weitere |
| 267 | Armas Sten Fühler                          | 231    | 209 + 11 Kriminalrat Obermoos erzählt + 6 Die Jagd nach dem Täter + 5 Geisterjäger John Sinclair |
|     | Erik Schumann                              | 231    | 209 + 4 Familie Hesselbach + 2 Bei uns in Schilda + 2 Geheimwaffe Dombolt + 1 Kim & Co + 1 Tommy und seine Freunde + 1 Thomas Vogelschreck + 1 Sindbad + 10 Fix und Foxi |
| 269 | Peer Augustinski                           | 229    | 205 + 8 Cungerlan + 2 Geisterjäger John Sinclair + 2 Das Sternentor + 1 Gruselkabinett + 1 Pater Brown + 1 Sherlock Holmes + 1 Pinocchio + 3 Aladdin + 2 HOOK + 4 weitere |
|     | Wolfgang Engels                            | 229    | 226 + 3 Paul Temple |
| 271 | Heinz von Cleve                            | 228    | 195 + 32 Paul Temple + 1 Das Halstuch |
|     | Leslie Malton                              | 228    | 185 + 24 Das ABC des schönen Mordens + 4 SRF + 1 Winnetou – eine neue Welt + 14 weitere |
|     | Fritz Rasp                                 | 228    | 222 + 1 Wilhelm Tell (RRG 1933) + 1 Rebellion in der Goldstadt (RRG 1940) + 1 Der Sängerkrieg der Heidehasen + 2 Edgar Wallace Filmedition |
|     | Jochen Striebeck                           | 228    | 202 + 3 Mein Freund Winnetou + 8 Nils Holgersson + 5 SeaQuest DSV + 4 Walt Disney + 1 Räuber Hotzenplotz + 1 Die Entdeckung des Himmels + 2 Jack Holborn + 2 Alf |
|     | Eric Vaessen                               | 228    | 79 + 8 Professor van Dusen + 1 Nickel und Herr Siemon hinter der Wand + 4 ORF + 23 Regina Regenbogen + 26 Asterix + 14 Masters of the Universe + 13 Benjamin Blümchen + 11 TKKG + 49 weitere |
| 276 | Jochen Kolenda                             | 227    | 216 + 9 Die Säulen der Erde + 1 Morland + 1 Die Island-Saga vom weisen Njál |
|     | Hermann Pfeiffer                           | 227    | 210 + 17 Paul Temple |
|     | Lars Rudolph                               | 227    | 209 + 2 ARD-Radio-Tatort + 8 SRF + 3 Vampira + 1 Benjamin Blümchen + 1 Star Wars + 1 Märchen + 1 Der Wixxer + 1 Das tapfere Schneiderlein |
|     | Wolfgang Schenck                           | 227    | 224 + 3 Kastendieck & Bischoff |
| 280 | Harald Meister (* 11. Dezember 1931)       | 226    | 217 + 8 Paul Temple + 1 Das Halstuch |
|     | Horst Naumann                              | 226    | 21 + 1 Professor van Dusen + 14 ORF + 37 Masters of the Universe + 20 Gruselkabinett + 16 Hanni und Nanni + 12 Edgar Wallace + 10 She Ra – Princess of Power + 10 Schloß-Trio + 7 Tom und Locke + 58 weitere |
|     | Götz Schulte                               | 226    | 221 + 2 ARD-Radio-Tatort + 3 Dark Life |
|     | Grete Wurm                                 | 226    | 225 + 1 Paul Temple |
| 285 | Hüseyin Michael Cirpici (* 1967/68)        | 225    | 223 + 1 Fahrstuhl zum Schafott + 1 Das zweite Königreich |
|     | Barbara Dittus                             | 225    | 87 + 138 Waldstraße Nummer 7 |
|     | Fritz Genschow                             | 225    | 4 + 218* Kaspertheater bei Onkel Tobias + 1 Die endlose Straße (Deutschlandsender 1934) + 1 Fährten in die Prärie – ein Spiel um Winnetou und Old Shatterhand (RRG 1936, Rolle: Winnetou) + 1 Zille Martha (RRG 1938) |
|     | Henning Schlüter                           | 225    | 168 + 24 Flitze Feuerzahn + 10 Pitje Puck + 4 Alfred J. Kwak + 3 TKKG + 3 Point Whitmark + 2 Sherlock Holmes + 2 Hui Buh + 2 Leonie Löwenherz + 2 Bestseller + 1 Die drei ??? + 4 weitere |
|     | Fred C. Siebeck (1925 – 2015)              | 225    | |
|     | Samuel Weiss                               | 225    | 9 Arsène Lupin + 3 ARD-Radio-Tatort + 2 Michel + 2 Philip Marlowe + 1 Leselöwen + 1 Die drei Musketiere + 5 weitere |
| 291 | Rufus Beck                                 | 224    | 209 + 3 SRF + 1 Das große Krabbeln + 1 Die wilden Kerle + 3 Knorx, der kleine Alien + 3 Tabaluga + 1 Bibi Blocksberg + 1 Zähne zeigen + 1 Die Ungewissheit + 1 Die Identität |
|     | Lola Luigi                                 | 224    | 31 + 175 Damals war‘s + 2 Jan Tenner + 3 Bibi Blocksberg + 9 Benjamin Blümchen + 2 Eene Meene Hexerei + 1 Die kleinen Detektive + 1 Jim Salabim |
|     | Wolf Martienzen                            | 224    | 38 + 138 Schloß Wildauen (nach Karl May) + 47 Deutsche Herzen – Deutsche Helden (nach Karl May) + 1 Schatten über Herrenstein |
| 294 | Klaus Piontek                              | 223    | 186 + 2 Neumann, zweimal klingeln + 3 Professor van Dusen + 1 Adrian und Lavendel + 1 Meister Ali und die Gewalt der Tiere + 1 Der Flaschenteufel + 1 Wanja, der Bär und der Fisch + 1 Till Eulenspiegel + 27 weitere |
| 295 | Erich Fiedler                              | 222    | 74 + 1 Pension Spreewitz + 146 Damals war‘s + 1 Robin Hood |
|     | Eberhard Prüter                            | 222    | 54 + 1 Neumann, zweimal klingeln + 7 Nickel und Herr Siemon hinter der Wand + 29 Tabaluga + 35 Bibi und Tiana + 12 Geisterjäger John Sinclair + 6 Benjamin Blümchen + 78 weitere |
| 297 | Ingolf Gorges                              | 221    | 179 + 12 Neumann, zweimal klingeln + 22 Damals war‘s + 4 Professor van Dusen + 1 Nickel und Herr Siemon hinter der Wand + 1 Jan Tenner + 2 Benjamin Blümchen + 1 Don Harris Psycho-Cop |
|     | Erika Görner                               | 221    | 2 + 218* Kaspertheater bei Onkel Tobias + 1 Cinderella |
|     | Klaus Nowicki (* um 1940)                  | 221    | 96 + 125 Kastendiek & Bischoff |
| 300 | Erwin Linder                               | 218    | 204 + 12 Die Jagd nach dem Täter + 1 Das Halstuch + 1 Kalle Blomquist |
| 301 | Günther Dockerill                          | 217    | 103 + 1 Die Jagd nach dem Täter + 56 TKKG + 6 Edgar Wallace + 4 Masters of the Universe + 3 Karl May + 3 Tim und Struppi + 3 Die Detektive XY + 1 Der blaurote Methusalem + 37 weitere |
|     | Gerlach Fiedler                            | 217    | 154 + 53 |
|     | Niki Nowotny                               | 217    | 5 + 204 TKKG + 8 weitere |
| 304 | Kurt Böwe                                  | 216    | 196 + 20 |
|     | Max Grothusen                              | 216    | 211 + 1 Professor van Dusen + 1 Eine Kindheit in Warschau + 1 Winnetou + 1 Loreley + 1 Geisterjäger John Sinclair |
|     | Hans Hermann Schaufuß                      | 216    | 214 + 1 Pension Spreewitz + 1 An ihren Taten sollt ihr sie erkennen (RRG 1933) |
|     | Günther Ungeheuer                          | 216    | 148 + 5 Paul Temple + 1 Ist ja auch egal (SRF) + 10 Schreckmümpfeli (SRF) + 52 |
| 308 | Antje Hagen                                | 214    | 212 + 1 Kommissar Kadzand macht das schon... + 1 Tarzan |
| 309 | Helmut Ahner                               | 213    | 123 + 2 Es geschah in Berlin + 1 Damals war‘s + 8 Professor van Dusen + 79 |
|     | Klausjürgen Wussow                         | 213    | 141 + 70 ORF + 2 Edgar Wallace Filmedition |
|     | Gisela Zoch-Westphal                       | 213    | 168 + 5 SRF + 40 ORF |
| 312 | Kaspar Eichel                              | 212    | 80 + 7 Neumann, zweimal klingeln + 5 Waldstraße Nummer 7 + 19 Jan Tenner + 11 Gruselkabinett + 7 Lady Bedfort + 55 weitere |
| 313 | Franz Kutschera                            | 211    | 209 + 2 Klaus Störtebeker |
|     | Veronika Neugebauer                        | 211    | 27 + 158 TKKG + 26 weitere |
|     | Hans-Georg Panczak                         | 211    | 128 + 10 SRF + 5 Die letzten Helden + 68 |
| 316 | Klaus Barner                               | 209    | 190 + 14 Christoph Columbus + 5 Der Frauenarzt von Bischofsbrück |
|     | Siegfried Meisner (1926–2001)              | 209    | 44 + 1 Kommissar Kadzand macht das schon… + 79 SRF + 60 Schreckmümpfeli (SRF) + 25 ORF |
| 318 | Karl-Maria Schley                          | 208    | 199 + 8 Paul Temple + 1 Volksfeind (ORF) |
| 319 | Lola Müthel                                | 207    | 183 + 12 Paul Temple + 1 Die Dreigroschenoper (Ultraphon 1930) + 1 Ein heiteres Traumspiel (RRG 1937) + 9 ORF + 1 Folgen Sie mir, Madame (SRF) |
| 320 | Claus Dieter Clausnitzer                   | 206    | 137 + 69 |
|     | Horst Frank                                | 206    | 136 + 36 Die drei ??? + 34 weitere |
| 322 | Heinz Klingenberg                          | 206    | 205 + 1 Toter Mann (RRG 1931) |
|     | Ulrike Stürzbecher                         | 206    | 5 + 30 Hui Buh + 18 Benjamin Blümchen + 4 Bibi Blocksberg + 10 …und nebenbei Liebe + 9 Hyde Away + 6 Die Playmos + 6 Jack Slaughter + 4 Tony Ballard + 3 Offenbarung 23 + 111 weitere |
| 324 | Günter Grabbert                            | 205    | 203 + 1 The A-Team + 1 Der Soldat und das Feuerzeug |
| 325 | Lutz Herkenrath                            | 204    | 160 + 11 Kastendiek & Bischoff + 2 Düsse Petersens + 13 Thomas u. seine Freunde + 5 Die drei ??? + 4 TKKG + 2 Fünf Freunde + 2 Das Wolkenvolk + 2 Wallander + 1 Pompeji + 1 Hr Lehmann + 1 Wachtmeister Studer |
|     | Kurt Meister                               | 204    | 198 + 4 Paul Temple + 1 Die Jagd nach dem Täter + 1 Tischlein deck dich |
| 327 | Carmen-Maja Antoni                         | 203    | 179 + 1 Neumann, zweimal klingeln + 2 Perry Rhodan + 3 Geisterjäger John Sinclair + 2 Bibi Blocksberg + 1 Der Regenbogen + 1 Traumpferdreiten + 14 weitere |
|     | Arnold Marquis                             | 203    | 172 + 4 Das vierte Skalpell + 1 Die Jagd nach dem Täter + 4 Professor van Dusen + 22 |
|     | Günther Neutze                             | 203    | 202 + 1 Die Jagd nach dem Täter |
|     | Joachim Pukaß                              | 203    | 52 + 60 Damals war‘s + 3 Professor van Dusen + 1 Nickel und Herr Siemon hinter der Wand + 4 Chroniken des Grauens + 8 Die Nibelungen + 8 Benjamin Blümchen + 7 Jan Tenner + 60 weitere |
|     | Joost (Jürgen) Siedhoff                    | 203    | 141 + 45 Familie Hesselbach + 7 Prokurist a. D. Hesselbach + 10 Hesselbach GmH |
| 332 | Otto Czarski                               | 202    | 141 + 7 Damals war‘s + 15 Professor van Dusen + 3 Nickel und Herr Siemon hinter der Wand + 13 Benjamin Blümchen + 7 Bibi Blocksberg + 4 Jan Tenner + 3 Die Nibelungen + 9 weitere |
|     | Klaus Jepsen                               | 202    | 53 + 25 Professor van Dusen + 1 Nickel und Herr Siemon hinter der Wand + 14 Jan Tenner + 4 Jules Vernes + 3 Pitje Puck + 3 Edgar Allen Poe + 2 Das Sams + 2 Die Brüder Löwenherz + 95 weitere |
|     | Raoul Wolfgang Schnell                     | 202    | 189 + 8 So weit die Füße tragen + 5 Die Triffids |
|     | Bodo Wolf                                  | 202    | 0 + 44 Lady Bedfort + 11 Commissario Montalbano + 147 weitere |
| 336 | Gustl Bayrhammer                           | 201    | 97 + 1 Des Teufels General (SRF) + 16 ORF + 86 Meister Eder und sein Pumuckl + 1 Das muss man mal gehört haben! |
|     | Hans-Peter Bögel                           | 201    | 200 + 1 Aladin und die Wunderlampe |
|     | Ulrike Krumbiegel                          | 201    | 183 + 6 Waldstraße Nummer 7 + 1 Professor van Dusen + 8 SRF + 1 Der Regenbogen + 1 Der Wasserkristall + 1 Die kleine Seejungfrau |
|     | Hellmut Lange                              | 201    | 170 + 2 Lederstrumpf + 1 Das Halstuch + 1 Ivanhoe + 7 Karl May + 7 Mandara + 2 Schatzsuche + 11 weitere |
|     | Ilse Neubauer                              | 201    | 196 + 1 Das Nest (ORF) + 4 |
|     | Franziska Troegner                         | 201    | 189 + 1 König Drosselbart + 1 Fortunas Glückssäckel + 1 Hans im Glück + 1 Der Frieder und das Katherlieschen + 1 Riquet und Mirabelle + 1 Das Turmverlies + 1 Die Maus mit der Grashalmflöte + 1 Vom Schneemann, der einen Spatzen unter dem Hut hatte + 1 Ich war einmal... oder: Die Zimmerreiseabenteuer des Helden Buci + 2 Lady Bedfort + 1 Mama Tresore und die Kanalrattenbande |
| 342 | Karin Anselm                               | 200    | 182 + 12 Der letzte Detektiv + 2 ORF + 1 Versuchtes Verschwinden (SRF) + 1 Der Bastian + 2 Bunte Märchenwelt |
|     | Verena von Behr (* um 1960)                | 200    | |
|     | Hansjörg Felmy                             | 200    | 192 + 1 Der Henker von London + 1 Winnetou + 6 Professor Mobilux |
|     | Norbert Gescher                            | 200    | 31 + 112 Damals war‘s + 57 |
|     | Bernhard Minetti                           | 200    | 195 + 1 Die Jagd nach dem Täter + 1 Wallenstein (RRG 1936) + 1 Fährten in die Prärie – ein Spiel um Winnetou und Old Shatterhand (RGG 1936) + 1 Eines langen Tages Reise in die Nacht (SRF) + 1 Die Macht der Gewohnheit |
|     | Viktor (Victor) Neumann (* 1958)           | 200    | 171 + 1 Chroniken des Grauens + 1 Der Name der Rose + 27 weitere |
|     | Volker Niederfahrenhorst                   | 200    | 196 + 4 |
|     | Bernd Poppe (* 1960/61)                    | 200    | 36 + 163 Kastendieck & Bischoff + 1 Düsse Petersens |
|     | Christoph Quest                            | 200    | 198 + 1 Die unendliche Geschichte + 1 Rin Tin Tin |
|     | Willy Witte                                | 200    | 151 + 48 Die Jagd nach dem Täter + 1 Der Schut |

## Verwandte Tätigkeiten
In Filmen unterscheidet man Synchronsprecher und Sprecher Off camera, also ohne Zuordnung zu einer sichtbaren Figur.